# Bullobunus unicolor
Bullobunus unicolor is een hooiwagen uit de familie Sclerosomatidae. De wetenschappelijke naam van Bullobunus unicolor gaat terug op Suzuki.